# Nordre Rønner
57°21′35″N 10°54′59″Ø / 57.35972°N 10.91639°Ø
 Nordre Rønner  er en lille øgruppe i Kattegat syv km nord for Læsø. Flere af øerne i øgruppen er på grund af landhævning vokset sammen, og de  er forbundet med Læsø med det lavvandede sandrev Rønnerev.  De har et samlet areal på 11 ha med stenansamlinger, klitter og strandenge. Øerne er ubeboede, men hovedøen Spirholm var fra 1880 til 1963 beboet; 1. februar 1916 havde øen 13 beboere, og i 1930 stadig fem.
På Spirholm står det 18 meter høje fyrtårn Nordre Rønner Fyr, opført i 1880. Fyrtårnet er bygget af granit fra Hirsholm. Efter automatiseringen i 1963 er der ingen fyrmester på øen, men der er en lille bådehavn på nordsiden. Indtil automatiseringen i 1963 var fyret bemandet, hvilket de stadig eksisterende beboelsesbygninger til fyrpersonalet og deres familier vidner om. Der er også i nutiden en lille bådehavn på nordsiden af Spirholm.
I 2005 købte Læsø Kommune Spirholm inklusive Nordre Rønner Fyr og beboelsesbygningerne med det formål at sikre offentlig adgang til området ved Nordre Rønner. Fyret havde stået tomt i 43 år og kommunalbestyrelsen vedtog en  plan om at få Fyretablissementet renoveret, så det kan fremstå som dengang øerne var beboede. Fra 2008 drives Nordre Rønner af interesseforeningen "Nordre Rønners venner" i samarbejde med en styregruppe bestående af Udvalget for Teknik og Miljø og repræsentanter for bl.a. Friluftsrådet. I 2009 fik foreningen bevilget 5 mio. kr. af EU til renovering af fyret, som ofte besøges af turister og af "Nordre Rønners venner".

## Øernes natur
Rønnerne er ynglested for flere ternearter og der er en stor bestand af tejst, skærpiber og edderfugl. Borfeld  har en ynglebestand af spættet sæl.
Nordre Rønner ligger centralt i Natura 2000-område nr. 20 Havet omkring Nordre Rønner og er udpeget til både habitatområde, fuglebeskyttelsesområde og ramsarområde

## Øerne
| Ø              | Koordinater                                   | Areal ha | Bemærkninger                             |
| -------------- | --------------------------------------------- | -------- | ---------------------------------------- |
| Spirholm       | 57°21′37″N 10°55′23″Ø / 57.36028°N 10.92306°Ø | 3,3      | Hovedøen med fyrtårn                     |
| Store Stenholm | 57°21′31″N 10°55′5″Ø / 57.35861°N 10.91806°Ø  | …        | Sammenvokset mod sydvest                 |
| Lille Stenholm | 57°21′29″N 10°55′26″Ø / 57.35806°N 10.92389°Ø | …        | Syd                                      |
| Langholm       | 57°21′41″N 10°55′48″Ø / 57.36139°N 10.93000°Ø | …        | Sammenvokset mod nordøst, sammenhængende |
| Klatterne      | 57°21′32″N 10°55′21″Ø / 57.35889°N 10.92250°Ø | …        | Sammenvokset mod syd                     |
| Borfeld        | 57°21′17″N 10°54′6″Ø / 57.35472°N 10.90167°Ø  | …        |                                          |